# Shravaka
 (avril 2025).
Si vous disposez d'ouvrages ou d'articles de référence ou si vous connaissez des sites web de qualité traitant du thème abordé ici, merci de compléter l'article en donnant les références utiles à sa vérifiabilité et en les liant à la section « Notes et références ».
Le shravaka (sanskrit IAST : śrāvaka, « auditeur, disciple ») est un bouddhiste qui pratique à partir des enseignements d'un bouddha. Son but est d'atteindre le nirvāna. 
Parmi les śrāvaka, sont distingués quatre êtres nobles plus ou moins avancés :
- le sotapanna
- le sakadagamin
- l'anagamin
- l'arhat, qui ne renaîtra plus, ayant atteint le nirvāṇa.

## Débats
Un tel auditeur ne découvre pas la doctrine par lui-même mais l'applique à sa propre libération. Si la pratique l'amène à développer amour et générosité, il n'œuvre cependant pas au salut de tous les êtres, au contraire du bodhisattva. Le statut de l'auditeur marque d'abord l'opposition entre bouddhisme hīnayāna et bouddhisme mahâyâna. 
Les sûtras relatent parfois comment des laïcs atteignent le nirvana à l'audition de l'un des sermons du bouddha. Le statut de l'auditeur implique également débat quant à la nature du sangha, et soulève plus précisément la question de qui peut atteindre l'éveil.